# Тесленко Данило Ігорович
Данило Ігорович Тесленко «Zeus» (нар. 8 жовтня 1987, Харків, УРСР, СРСР) — кіберспортсмен, професійний гравець в Counter-Strike та CS:GO, колишній капітан команди Natus Vincere, засновник і директор кіберспортивної організації Pro100, стрімер на Twitch.

## Кар'єра
Кар'єру кіберспортсмена Данило почав 2002 року, граючи в одній з найсильніших команд того часу — Arsenal. 2004 року познайомився з Edward і вони почали грати під тегом Pro100.
2008 року, уже в складі Virtus.Pro, Zeus і його напарники відвідали більшість турнірів в СНД. У турнірі Asus Cup вони перемагали 9 разів. Zeus і команда перемагали таких суперників, як Fnatic, Frag eXecutors, SK-Gaming, mTw.
Побував в таких командах як pro100, Virtus.pro, Gambit Gaming, KerchNET, Natus Vincere. 4 серпня 2016 року Данило пішов з основного складу «Na'Vi» в inactive. Його замінив гравець Олександр «s1mple» Костилєв. Zeus став капітаном команди Gambit eSports, з якими він зміг виграти свій перший Major турнір у Кракові.
9 серпня 2017 року Данило повернувся в команду «Na'Vi» зі своїм другом, колишнім тренером Gambit eSports, Михайлом «Kane» Благіним.
Також Данило є засновником кіберспортивної школи «Zeus Cyber School».
24 липня 2020 — Данило Тесленко став бренд-амбасадором компанії Парі-Матч.

## Досягнення
| Дата       | Турнір                                | Місце проведення | Місце проведення | Місце | Призові (на команду) |
| ---------- | ------------------------------------- | ---------------- | ---------------- | ----- | -------------------- |
| 2017-12-03 | DreamHack Open Winter 2017            | Швеція           | Jönköping        |       | $50,000              |
| 2017-04-30 | DreamHack Austin 2017                 | США              | Austin           |       | $50,000              |
| 2017-07-23 | PGL Major Kraków 2017                 | Польща           | Kraków           |       | $500,000             |
| 2016-11-26 | DreamHack Winter 2016                 | Швеція           | Jönköping        |       | $50,000              |
| 2016-04-03 | MLG Major Championship: Columbus      | США              | Columbus         |       | $60,000              |
| 2016-01-24 | DreamHack Leipzig 2016                | Німеччина        | Leipzig          |       | $30,000              |
| 2015-12-13 | ESL ESEA Pro League Season 2 — Finals | США              | Burbank          |       | $56,250              |
| 2015-11-22 | Intel Extreme Masters X — San Jose    | США              | San Jose         |       | $50,000              |
| 2015-07-12 | Electronic Sports World Cup 2015      | Канада           | Montreal         |       | $35,000              |
| 2011-03-05 | Intel Extreme Masters V               | Німеччина        | Hannover         |       | $50,000              |
| 2010-03-08 | Intel Extreme Masters IV              | Німеччина        | Hannover         |       | $150,000             |

## У команді pro100
2004 року Данило почав грати за команду pro100, до цього склад команди багато разів змінювався. Команда розпалася після турніру WCG 2007. Згодом став менеджером команди pro100.

### Турніри
Команда pro100 брала участь у багатьох турнірах і займала призові місця:
- 1 місце: ASUS Winter Cup 2005, WCG UA 2005, Skyline CyberGame 2005, ASUS Winter Cup 2006, WCG UA 2006, ASUS Summer Cup 2006 UA, ASUS Summer Cup 2006, ASUS Winter Cup 2007.
- 2 місце: WCG UA 2007
- 3 місце: ASUS Autumn Cup 2004 ,ASUS Autumn Cup 2005, ASUS Spring Cup 2007.

### Склад команди (2007)
- Михайло «Kane» Благін
- Данило «Zeus» Тесленко
- Дмитро «raz0r» Петрухно
- Євген «KEKC» Петрухно
- Іоанн «Edward» Сухарєв
- Менеджером команди був  Сергій «ZooM» Попов.

## У команді Natus Vincere
2009 Тесленко разом зі своєю командою створює організацію Natus Vincere і стає капітаном.

### Склад команди (2009)
- Данило «Zeus» Тесленко (капітан)
- Іоанн «Edward» Сухарєв
- Сергій «Starix» Іщук
- Арсеній «ceh9» Триноженко
- Єгор «Markeloff» Маркелов

У серпні 2013 року команду покинули українці Іоанн Сухарєв і Єгор Маркелов. Після невеликої паузи менеджер команди ухвалив рішення і запросив двох гравців з Росії — Дениса Костіна і Антона Колеснікова.

### Склад команди (2013—2014)
- Данило «Zeus» Тесленко (капітан)
- Арсен «ceh9» Триноженко
- Сергій «Starix» Іщук
- Денис «seized» Костін
- Антон «kibaken» Колесніков

Основними задачами команди були зіграність і стабільність. Однак, колектив не зміг показати хороших результатів і після DreamHack Winter 2013 в команді знов відбулися зміни. 9 грудня 2013 року команду покинули Арсеній Триноженко і Антон Колесніков. Триноженко заявив, що покидаючи команду, він залишається в проекті Natus Vincere. На зміну прийшли словак Ладіслав Ковач і Іоанн Сухарєв

### Склад команди (2014— березень 2015)
- Данило «Zeus» Тесленко (капітан)
- Сергій «Starix» Іщук
- Іоанн «Edward» Сухарєв
- Ладіслав «GuardiaN» Ковач
- Денис «seized» Костін

| Рік       | Число турнірів | 1 місце | 2 місце | 3 місце | Призові |
| --------- | -------------- | ------- | ------- | ------- | ------- |
| 2013-2014 | 29             | 4       | 6       | 8       | $56 245 |
| 2013      | 20             | 0       | 2       | 8       | $21 175 |
| 2014      | 9              | 4       | 4       | 0       | $35 070 |

На зміну Сергія «Starix» Іщука прийшов Єгор «flamie» Василєв. Таким складом команда Natus Vincere вперше стала першою командою світу по версії рейтинга hltv.org. Найбільшими досягненнями команди є перемоги на ESWC 2015, Intel Extreme Masters X — San Jose, а також другі місця, в тому числі два «major» турніри DreamHack Open Cluj-Napoca 2015 і MLG Major Championship: Columbus, StarLadder i-League StarSeries XIV Finals в Мінську, DreamHack Masters Malmö 2016.

### Склад Na'Vi (березень 2015— червень 2016)
- Данило «Zeus» Тесленко (капітан)
- Іоанн «Edward» Сухарєв
- Ладіслав «Guardian» Ковач
- Денис «seized» Костін
- Єгор «flamie» Васильєв

4 серпня 2016 року, після невдалого виступу команди на ESL One Cologne 2016 (5—8 місце) і невпевненої гри на ELEAGUE Season 1 (3—4 місце), Данило «Zeus» Тесленко був замінений Олександром «s1mple» Костилєвим.
9 серпня 2017 року Данило «Zeus» Тесленко повернувся в команду Natus Vincere.

### Склад Na'Vi (серпень 2017— листопад 2017)
Після невдалого виступу на PGL Major Krakow 2017 в команді Na'Vi відбуваються зміни в команді . На трансфер виставлені Guardian і Seized. У цей час гравці Gambit Esports приймають рішення виключити зі складу команди тренера Kane. Zeus приймає рішення піти з команди разом з ним, і в цей час отримує пропозицію від Na'Vi, яку приймає. Також по рішенню менеджмента в активний склад повертається Seized.
- Данило «Zeus» Тесленко (капітан)
- Іоанн «Edward» Сухарєв
- Олександр «s1mple» Костилєв
- Денис «seized» Костін
- Єгор «flamie» Васильєв
- Михайло «Kane» Благін (тренер)

### Склад Na'Vi (листопад 2017— червень 2019)
6 листопада 2017 на зміну Дениса «seized» Костіна приходить новий гравець Денис «electronic» Шаріпов.
- Данило «Zeus» Тесленко (капітан)
- Іоанн «Edward» Сухарєв
- Олександр «s1mple» Костилєв
- Денис «electronic» Шаріпов
- Єгор «flamie» Васильєв
- Михайло «Kane» Благін (тренер)

### Склад Na'Vi (з червня 2019)
У червні 2019 на заміну Іоанну «Edward» Сухарєву приходить гравець Кирило «BOOMbI4» Михайлов.
- Ілля «Perfecto» Залуцький
- Олександр «s1mple» Костилєв
- Кирило «BOOMbI4» Михайлов (капітан)
- Денис «electronic» Шаріпов
- Єгор «flamie» Васильєв
- Михайло «Kane» Благін (тренер)

## У команді Gambit Gaming (Gambit Esports)
12 жовтня 2016 року Данило Тесленко приєднується до казахстанської команди «Gambit Gaming» як капітан.

### Склад команди з жовтня 2016
- Михайло «Dosia» Столяров
- Данило «Zeus» Тесленко (капітан)

- Абай «HObbit» Хасенов
- Даурен «AdreN» Кістаубаєв
- Рустем «mou» Телепов

У цей час тренером команди був  Михайло «Kane» Благін.
23 липня 2017 року Gambit Esports виграли «major» турнір PGL Major Krakow.
9 серпня 2017 року Данило Тесленко покидає команду Gambit Esports і на зміну приходить казахстанський гравець fitch з Tengri.